# Research Data Alliance
Research Data Alliance (RDA) est une organisation de la communauté de recherche créée en 2013 par la Commission européenne, la Fondation nationale pour la science américaine, le National Institute of Standards and Technology et le Australian Department of Innovation. Sa mission est de créer des passerelles sociales et techniques permettant un partage ouvert des données. La vision de la RDA est que les chercheurs et les innovateurs partagent ouvertement des données sur les technologies, les disciplines et les pays afin de relever les grands défis de la société. La RDA bénéficie d’un soutien important sous forme de subventions des gouvernements de ses membres constituants,.
En août 2019, la RDA comptait plus de 8 800 membres individuels issus de 137 pays.